# 24. únor
24. únor je 55. den roku podle gregoriánského kalendáře. Do konce roku zbývá 310 dní (311 v přestupném roce). Svátek slaví Matěj a Matyáš. Ve starších kalenádřích býval tento den v přestupném roce zdvojován, nyní tuto roli plní 29. únor.

## Přestupný den
Ve starověkém Římě se v tento den slavil svátek Regifugium, „útěk krále“, připomínající konec posledního římského krále Tarquinia Superba a vznik římské republiky (509. př. n. l.). V původním římském republikánském kalendáři se mezi 23. únor (svátek Terminalia) a 24. únor každý druhý rok vkládal přestupný měsíc (zvaný mensis intercalaris nebo Mercedonius). Caesarův juliánský kalendář zavedl rok o 365 dnech s přestupným 366. dnem jednou za 4 roky, který se do kalendáře vkládal na místo původního přestupného měsíce. Aby zůstalo zachováno označení zbývajících únorových dní, započítával se 24. únor dvakrát.
V římské dataci byl tento den označován ante diem sextum Kalendas Martias, tedy „šestý den před březnovými Kalendami“. Pro odlišení se první, vložený den označoval slovem bis, „dvakrát“: ante diem bis sextum Kalendas Martias (a. d. bis VI Kal. Mart.). Ze spojení slov bis sextus („dvakrát šestý“) vzniklo označení anus bis sextus („přestupný rok“) a přídavné jméno bissextilis ve významu „přestupný“ přejaté do dalších jazyků.
Svátek sv. Matěje se v přestupném roce slavil až po přestupném dni, tedy 25. dne měsíce února. Stejně byly i další svátky slavené v běžných letech 25.–28. února o den posunuty. Během novověku byla opuštěna datace římská i dle křesťanských svátků a prosadila se datace pomocí pořadového čísla dne v měsíci, která toto zdvojování ignorovala. Tím 29. únor, kterého se lze dopočítat jen v přestupném roce, prakticky nahradil římský a. d. bis VI Kal. Mart. Původní způsob s posunutými svátky byl zachován v církevním kalendáři až do roku 1970.

## Události

### Česko
- 1527 – Arcivévoda Ferdinand I. Habsburský byl v Praze korunován českým králem
- 1904 – V Praze na Žofíně se konal první autosalon v Česku.
- 1948
  - Ve 12 hodin začala hodinová generální stávka, které se zúčastnilo 2,5 milionů pracujících.
  - V redakci Lidových novin v Praze proběhl komunistický převrat. Ferdinand Peroutka byl sesazen z úřadu šéfredaktora, jeho nástupcem se stal komunistický spisovatel Jan Drda.
- 2008 – Česká skladatelka, zpěvačka a herečka Markéta Irglová (společně s Glenem Hansardem) získala Oscara v kategorii Nejlepší filmová píseň za skladbu Falling Slowly z filmu Once (2007) v rámci 80. ročníku udílení cen americké Akademie filmového umění a věd za rok 2007.
- 2015 – Střelba v Uherském Brodě – třiašedesátiletý útočník v hospodě zastřelil osm osob, jednu těžce zranil a poté spáchal sebevraždu.

### Svět
- 0484 – Vandalský král Hunerich odvolal křesťanské biskupy z jejich úřadů a poslal je do vyhnanství na Korsiku.
- 1525 – Bitva u Pavie, kde došlo k porážce Francouzů a zajetí Františka I. Francouzského vojskem císaře Karla V.
- 1582 – Papež Řehoř XIII. vyhlásil bulou Inter gravissimas reformu kalendáře.
- 1918 – Estonsko vyhlásilo nezávislost.
- 1920 – Vznikla NSDAP.
- 1938 – Americká firma DuPont představila první zubní kartáček se syntetickými vlákny.
- 1946 – Juan Perón byl zvolen prezidentem Argentiny.
- 1949 – První arabsko-izraelská válka: byla podepsána dohoda o příměří mezi Izraelem a Egyptem.
- 2008 – Raúl Castro byl veřejně Národním shromážděním zvolen prezidentem Kuby.
- 2022 – Rusko zahájilo Invazi na Ukrajinu jako součást Ruské vojenské intervence na Ukrajině.

## Narození
Automatický abecedně řazený seznam viz Kategorie:Narození 24. února

### Česko

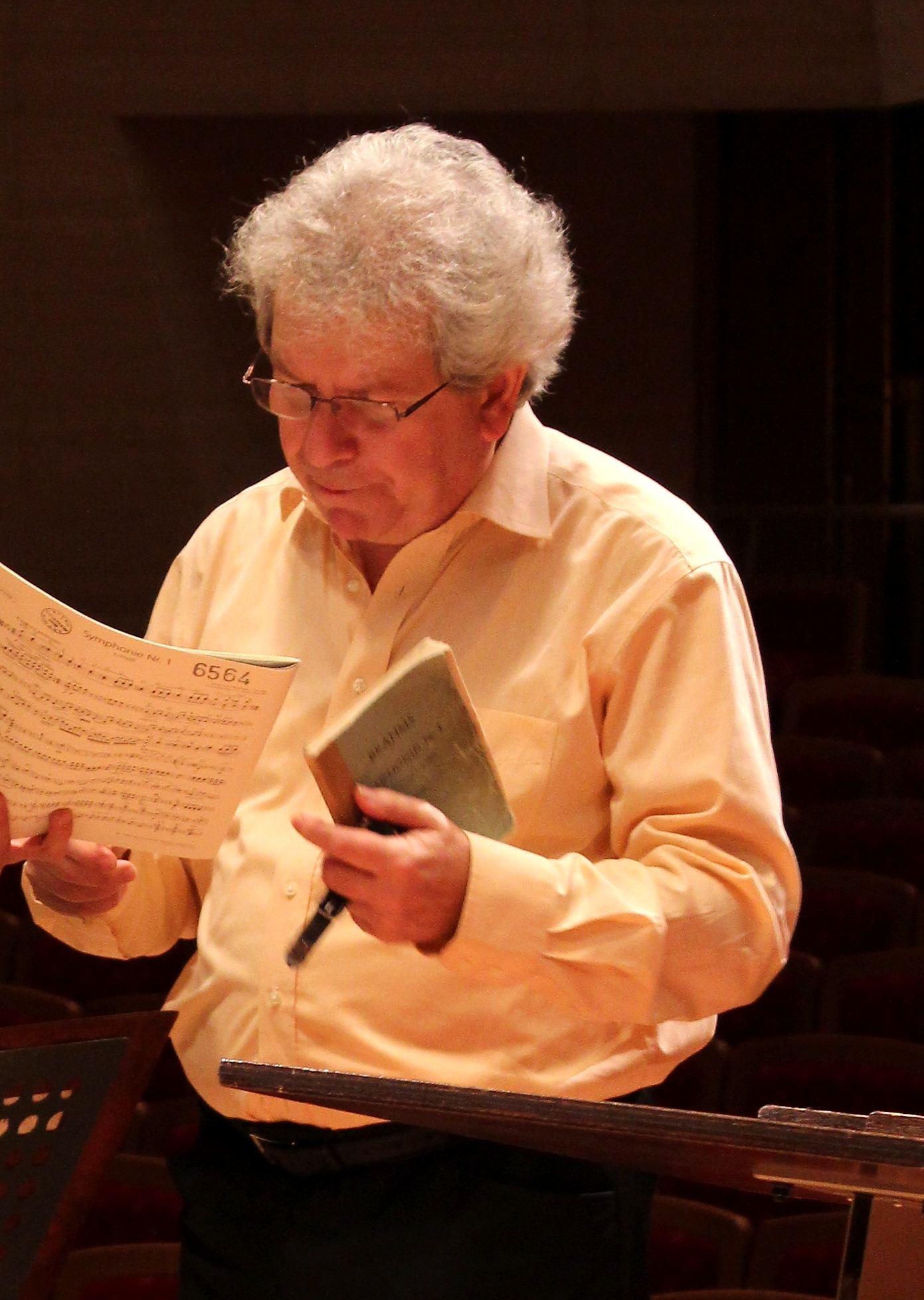
Jiří Bělohlávek (* 1946)

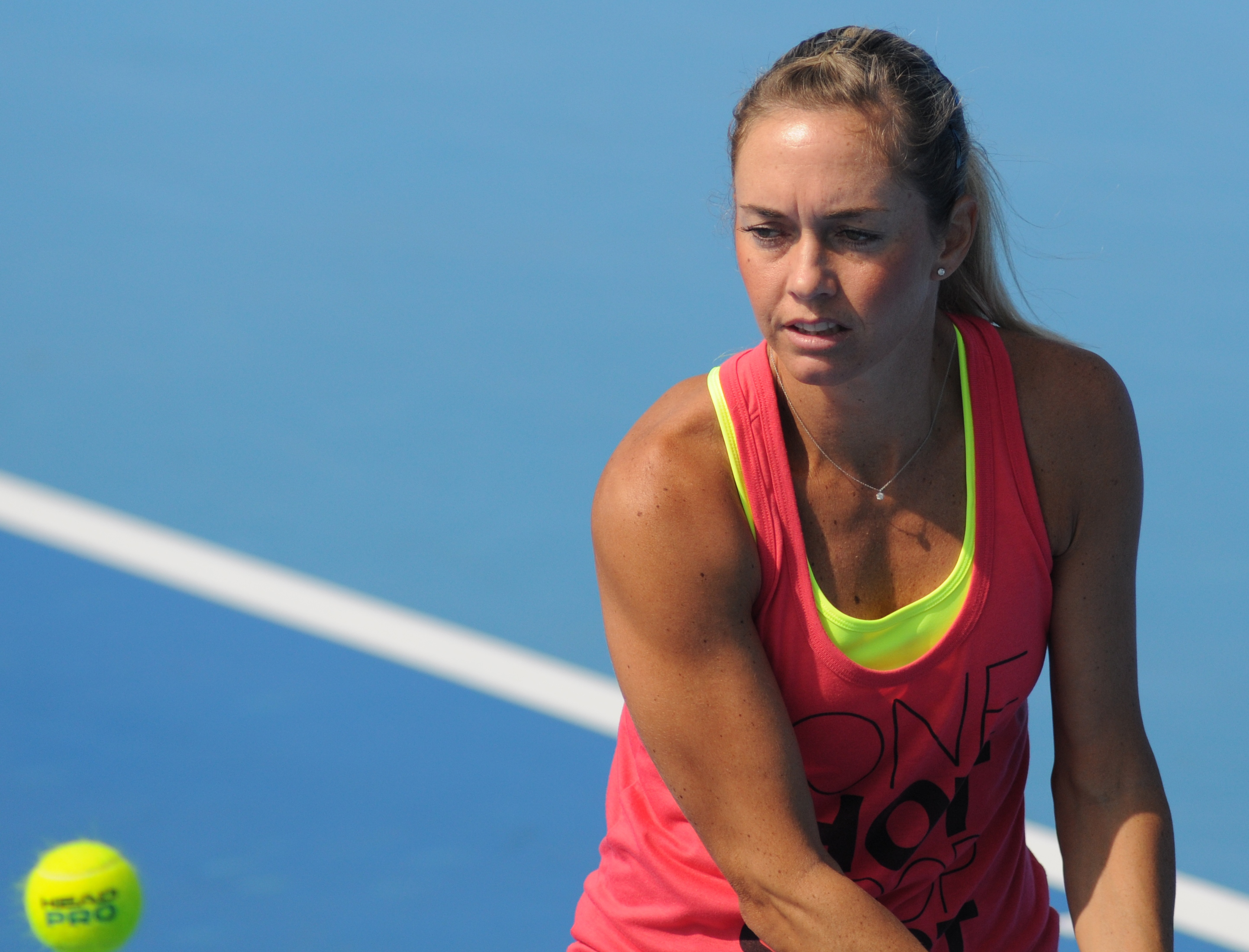
Klára Koukalová (* 1982)

- 1533 – Petr Codicillus z Tulechova, český humanista, matematik, astronom a básník († 29. října 1589)
- 1567 – Jindřich Matyáš Thurn, česko-německý šlechtic, jeden z vůdců českého stavovského povstání († 26. ledna 1640)
- 1775 – Matěj Kopecký, český loutkový divadelník a národní buditel († 3. července 1847)
- 1785 – Josef Vojtěch Sedláček, český kněz, buditel a vlastenec († 2. února 1836)
- 1830 – Karolina Světlá, česká spisovatelka († 7. září 1899)
- 1835 – Josef Svátek, český novinář, kulturní historik a spisovatel († 9. prosince 1897)
- 1847 – Miloslava Pippichová-Havelková, česká operní pěvkyně († 28. března 1878)
- 1851 – Karel Liebscher, český malíř – krajinář a ilustrátor († 20. dubna 1906)
- 1856 – Matyáš Žďárský, jeden ze zakladatelů alpského lyžování, malíř a sochař († 20. června 1940)
- 1859 – Bohdan Kaminský, vlastním jménem Karel Bušek, český básník a překladatel († 13. července 1929)
- 1861 – Karel Černohorský, poslanec Českého zemského sněmu a Říšské rady, starosta Morašic († ?)
- 1870 – Jaroslav Maria, vlastním jménem Jaroslav Meyer, český právník, spisovatel, dramatik a esejista židovského původu († 3. listopadu 1942)
- 1872 – Alois Dryák, český architekt († 6. června 1932)
- 1873 – Josef Kuška, kněz, generální vikář české části litoměřické diecéze († 25. ledna 1953)
- 1876 – Albín Stocký, český archeolog († 18. dubna 1934)
- 1895 – Rudolf Klapka, český fotbalový reprezentant († 11. září 1951)
- 1902 – Antonín Hřebík, československý politik a odbojář († 20. listopadu 1984)
- 1903 – Ludvika Smrčková, sklářská výtvarnice, grafička a malířka († 20. ledna 1991)
- 1907 – Oldřich Palkovský, český hudební skladatel a pedagog († 13. května 1983)
- 1910 – Čeněk Kottnauer, československý, později anglický šachista († 14. února 1996)
- 1911 – Štěpán Benda, vysokoškolský učitel a exilový československý politik († 12. června 2000)
- 1912
  - Jiří Trnka, český výtvarník, ilustrátor, scenárista a režisér animovaných filmů († 30. prosince 1969)
  - Július Kowalski, český hudební skladatel a pedagog († 2. června 2003)
- 1918 – Svatopluk Beneš, český herec († 27. dubna 2007)
- 1921 – Ludvík Aškenazy, český spisovatel († 18. března 1986)
- 1924 – Karel Hubáček, český architekt († 23. listopadu 2011)
- 1939 – Jiří Fiala, český matematik, analytický filozof a překladatel († 23. listopadu 2012)
- 1942 – Eduard Bureš, český politik a lékař
- 1943 – Roman Podrázský, český sochař († 2. dubna 2001)
- 1945 – Jindřich Šťáhlavský, zpěvák country († 5. února 2013)
- 1946
  - Jiří Bělohlávek, český dirigent († 31. května 2017)
  - Pavel Šremer, biolog a politik
- 1952 – Jaromír Rybák, malíř, sochař a sklářský výtvarník
- 1955 – Helena Krmíčková, česká historička
- 1977
  - Erich Brabec, český fotbalista
  - Lukáš Zíb, český hokejista
- 1982 – Klára Zakopalová, česká tenistka
- 1989 – Patrik Děrgel, filmový a divadelní herec a zpěvák
- 1995 – Renne Dang, rapper
- 1999 – Martin Bidař, krasobruslař

### Svět

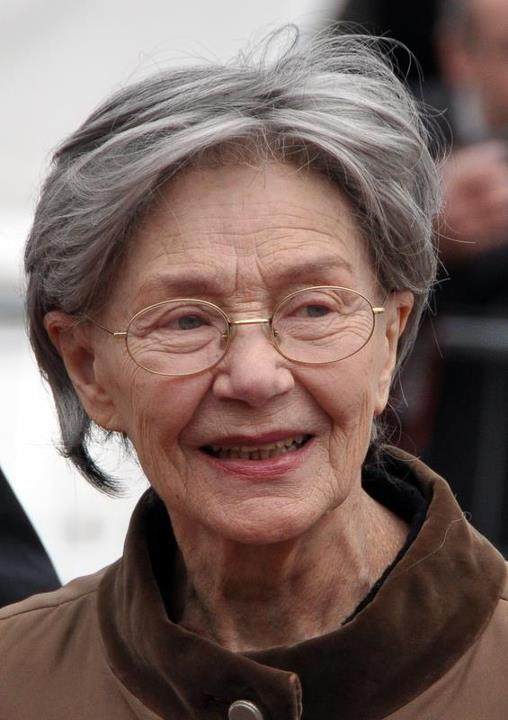
Emmanuelle Riva (* 1927)

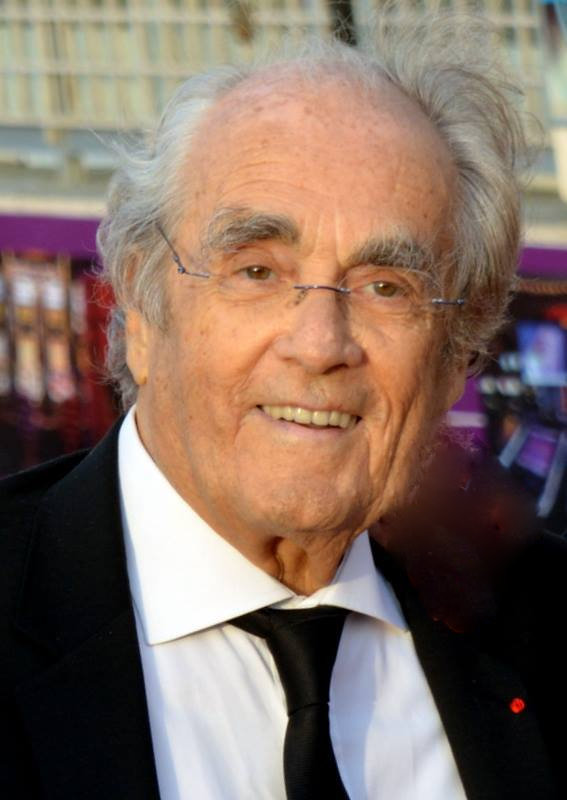
Michel Legrand (* 1932)

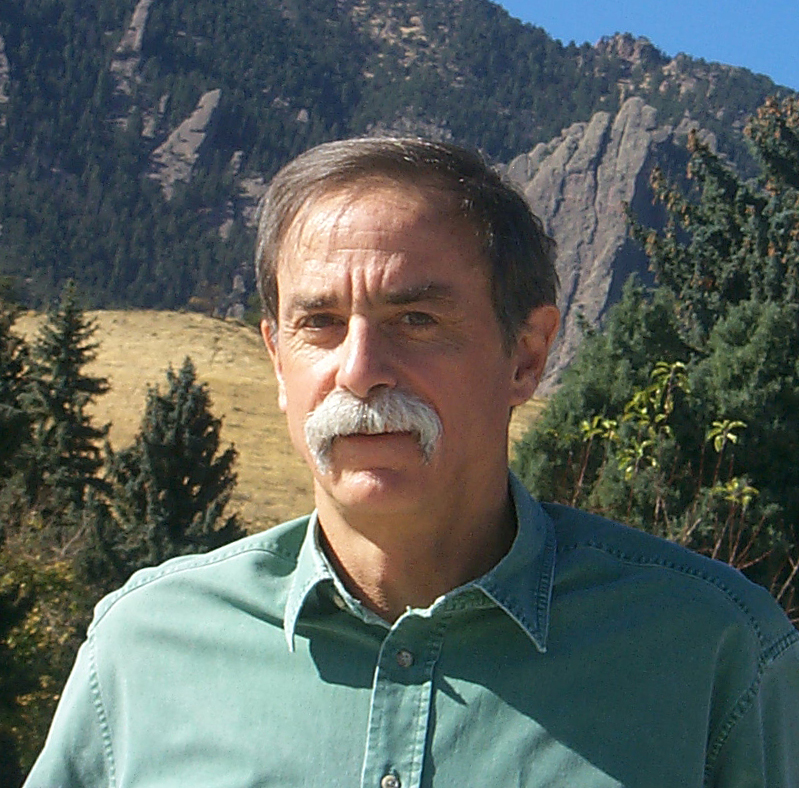
David J. Wineland (* 1944)

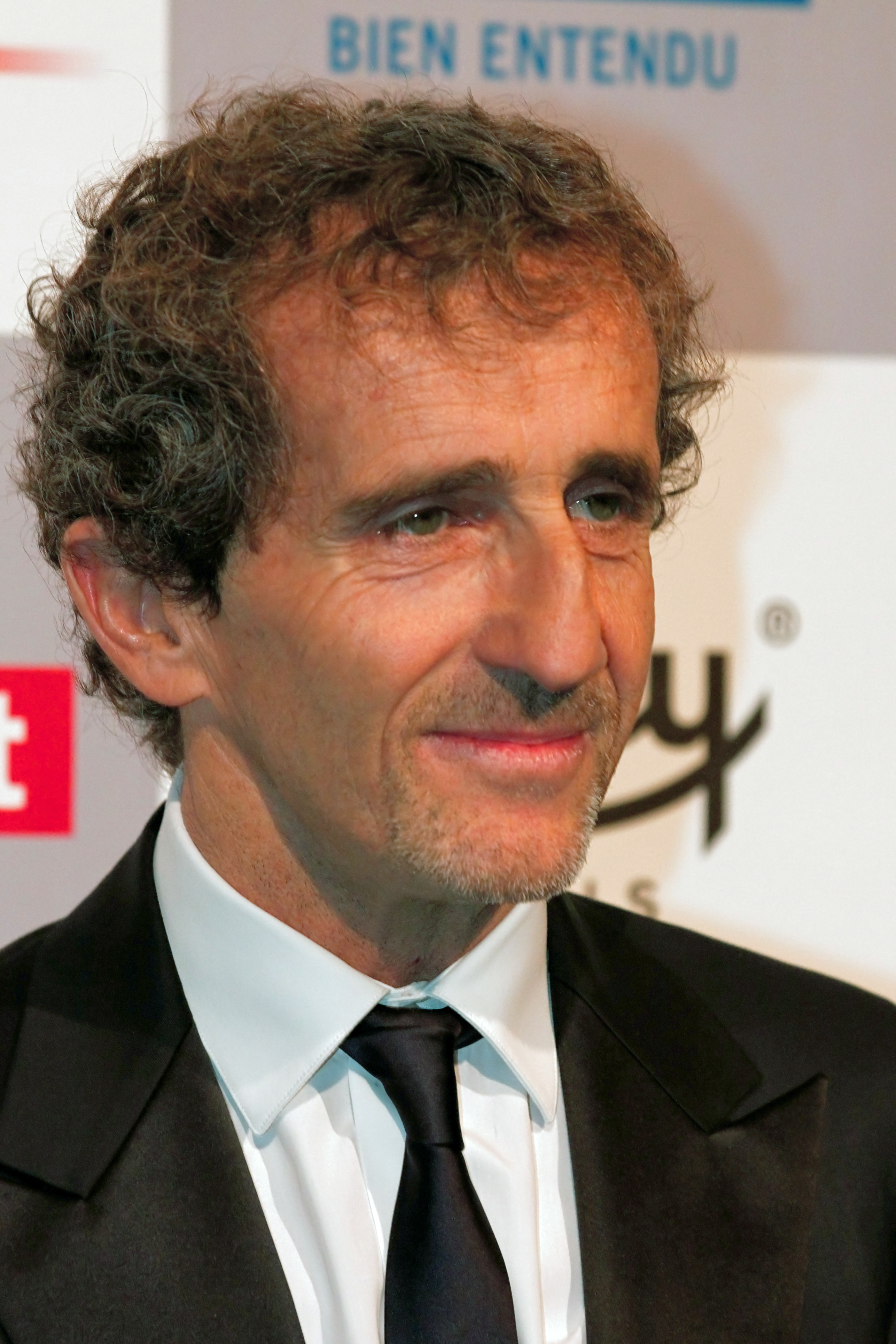
Alain Prost (* 1955)

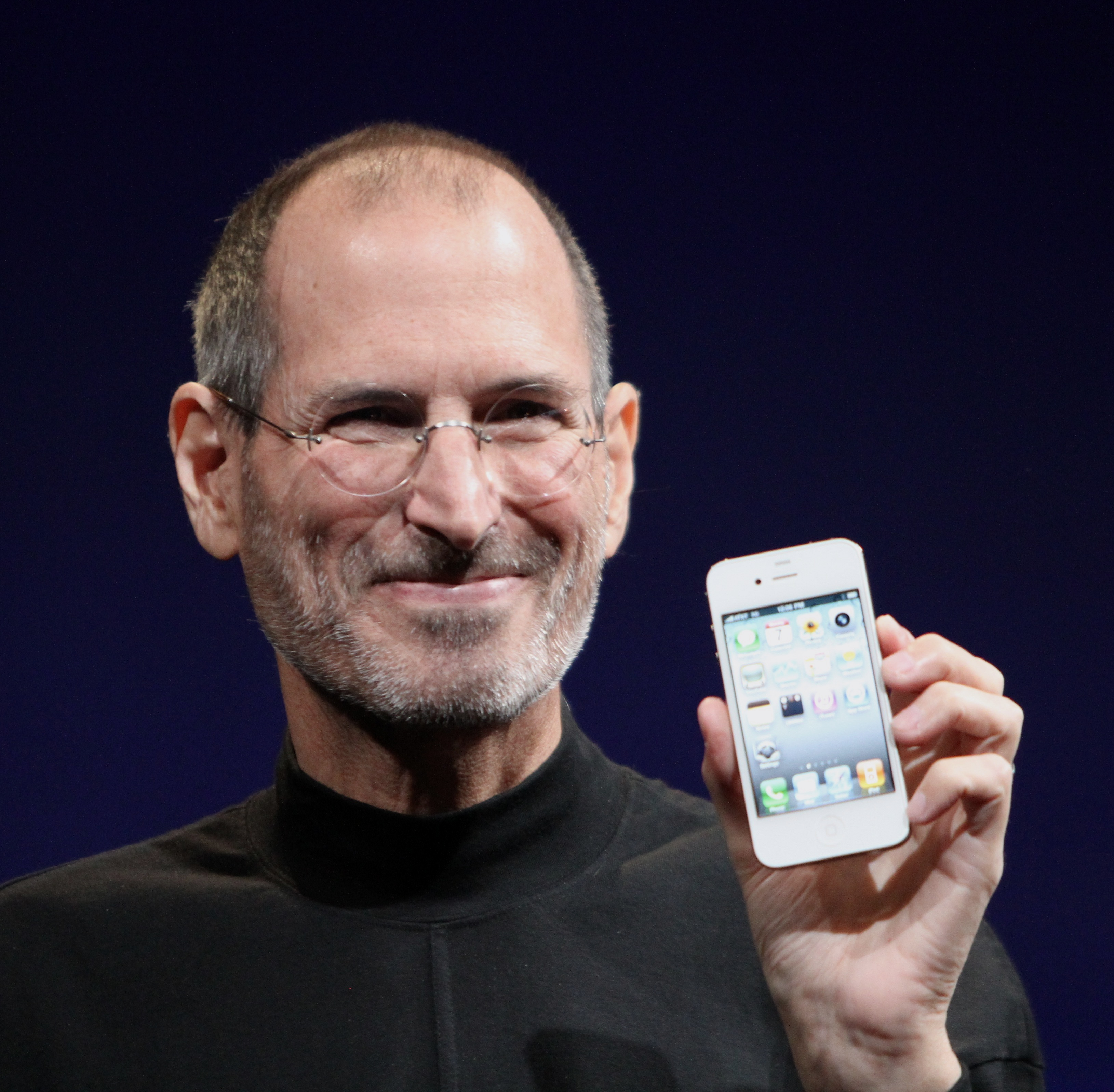
Steve Jobs (* 1955)

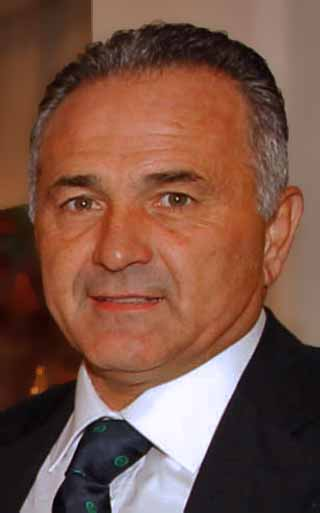
Rafael Gordillo (* 1957)

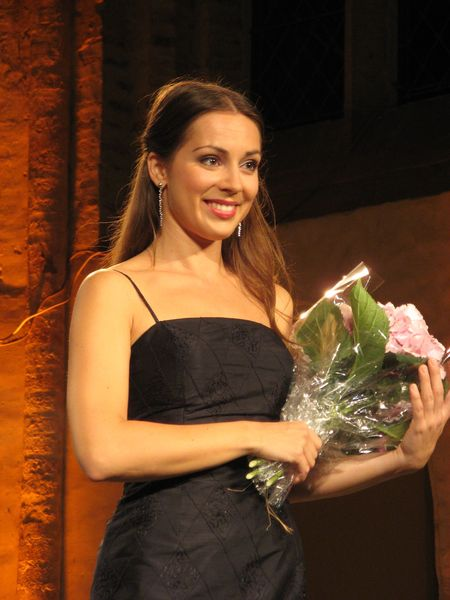
Adriana Kučerová (* 1976)

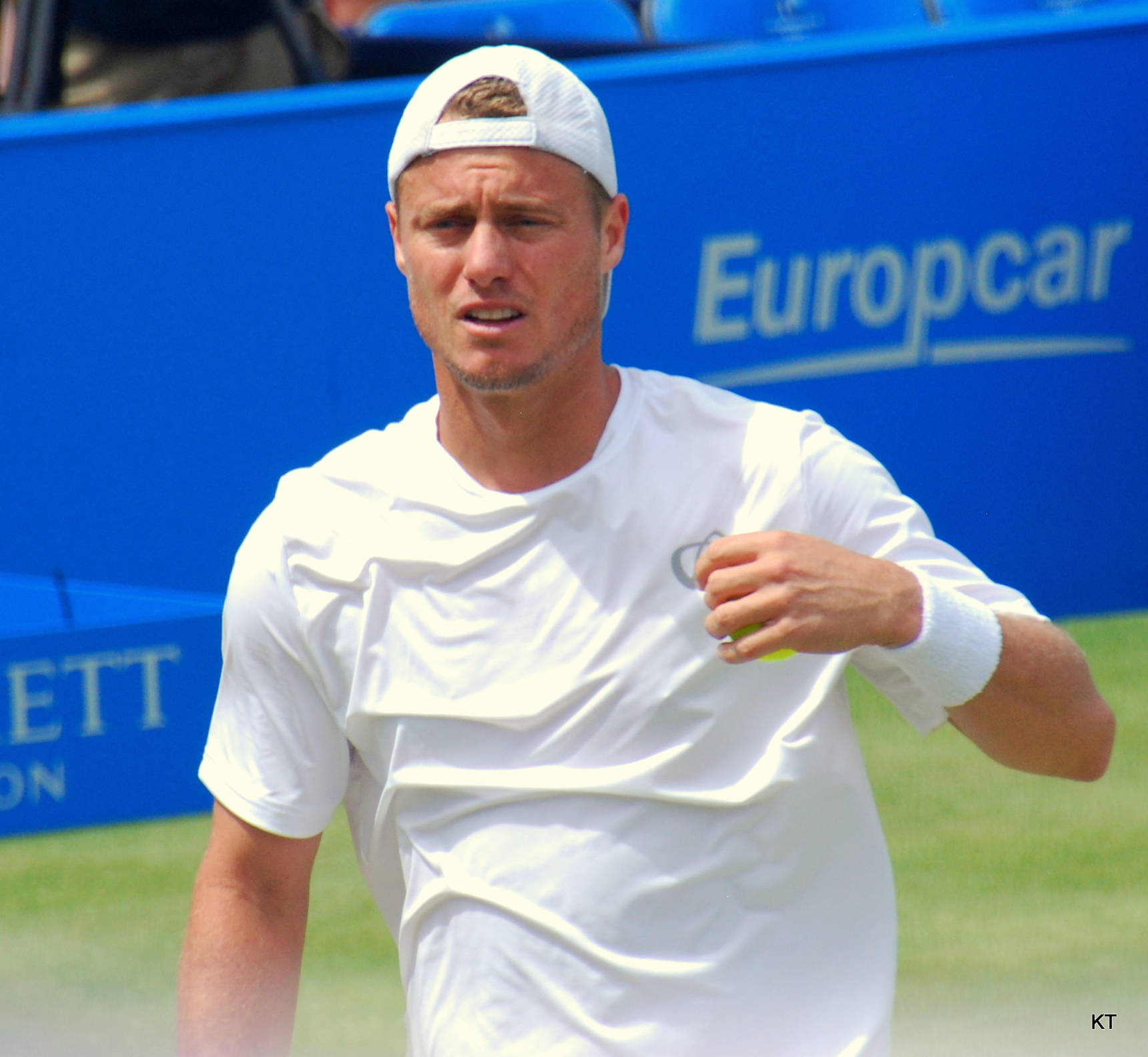
Lleyton Hewitt (* 1981)

- 1413 – Ludvík Savojský, vévoda († 29. ledna 1465)
- 1463 – Pico della Mirandola, italský humanista a filozof († 17. listopadu 1494)
- 1500 – Karel V., španělský král a římský císař († 21. září 1558)
- 1535 – Eléanor de Roye, kněžna z Condé († 23. července 1564)
- 1536 – papež Klement VIII. († 3. března 1605)
- 1547 – Juan de Austria, španělský princ († 1. října 1578)
- 1557 – Matyáš Habsburský, český král a římský císař († 20. března 1619)
- 1595 – Maciej Kazimierz Sarbiewski, polský básník, člen jezuitského řádu († 2. dubna 1640)
- 1604 – Arcangela Tarabotti, italská renesanční spisovatelka a jeptiška († 1652)
- 1619 – Charles Le Brun, francouzský malíř a teoretik umění († 22. února 1690)
- 1664 – Thomas Newcomen, anglický kovář a vynálezce († 5. srpna 1729)
- 1684 – Matyáš Bernard Braun, rakouský barokní sochař působící převážně v Čechách († 15. února 1738)
- 1709 – Jacques de Vaucanson, francouzský inženýr a vynálezce († 21. listopadu 1782)
- 1744 – Fjodor Fjodorovič Ušakov, ruský admirál, zakladatel ruského vojenského námořního umění († 14. října 1817)
- 1771 – Johann Baptist Cramer, anglický klavírista a hudební skladatel († 16. dubna 1858)
- 1774 – Adolf z Cambridge, britský šlechtic a syn krále Jiřího III. († 8. července 1850)
- 1786 – Wilhelm Grimm, německý jazykovědec a literární vědec († 16. prosince 1859)
- 1788 – Johan Christian Dahl, norský malíř († 14. října 1857)
- 1794 – Manuela Kirkpatricková, matka poslední francouzské císařovny Evženie († 22. listopadu 1879)
- 1823 – Hippolyte Babou, francouzský spisovatel a literární kritik († 21. října 1878)
- 1824 – Henri-Alfred Jacquemart, francouzský sochař († 4. ledna 1896)
- 1831
  - Albert Schäffle, německý ekonom, předlitavský politik († 25. prosince 1903)
  - Leo von Caprivi, německý kancléř († 6. února 1899)
- 1833 – Eduard Taaffe, rakouský státník († 29. listopadu 1895)
- 1836 – Winslow Homer, americký malíř († 29. září 1910)
- 1837 – Rosalía de Castro, galicijská spisovatelka a básnířka († 15. července 1885)
- 1841 – Leonard Piętak, předlitavský politik († 26. února 1909)
- 1842 – Arrigo Boito, italský spisovatel, básník, novinář a hudební skladatel († 10. června 1918)
- 1858 – Marie Louisa hraběnka Larischová-Wallersee, dcera vévody Ludvíka Bavorského († 4. července 1940)
- 1860 – Adalbert Seitz, německý přírodovědec († 5. března 1938)
- 1865 – Carl Isidor Cori, rakouský zoolog a rektor pražské univerzity († 3. srpna 1954)
- 1866 – Hubert Van Innis, belgický lukostřelec, šestinásobný olympijský vítěz († 25. listopadu 1961)
- 1868 – George R. Lawrence, americký fotograf († 15. prosince 1938)
- 1869 – Matthias Eldersch, ministr spravedlnosti a vnitra Rakouska († 20. dubna 1931)
- 1878 – Felix Bernstein, německý matematik († 3. prosince 1956)
- 1883 – Amleto Giovanni Cicognani, italský kardinál a státní sekretář († 17. prosince 1973)
- 1885
  - Chester Nimitz, americký admirál, nejvyšší velitel amerického vojenského námořnictva († 20. února 1966)
  - Stanisław Ignacy Witkiewicz, zvaný též Witkacy, polský avantgardní malíř, dramatik a spisovatel († 18. září 1939)
- 1898 – Alois Podhajsky, ředitel Španělské jezdecké školy ve Vídni, olympijský medailista v drezuře, jezdecký instruktor a spisovatel († 23. května 1973)
- 1902 – Marcel Rochas, francouzský módní návrhář († 14. března 1955)
- 1903
  - Irena Nemirovská, ruská spisovatelka píšící ve francouzštině († 17. srpna 1942)
  - Vladimir Bartol, slovinský spisovatel († 12. září 1967)
- 1906
  - Alexandr Rou, ruský filmový režisér († 28. prosince 1973)
  - Josef Serlin, izraelský politik († 15. ledna 1974)
  - Şükriye Sultan, osmanská princezna a vnučka sultána Abdulazize († 1. dubna 1972)
- 1907 – Eugen Rosenberg, slovenský architekt († listopad 1990)
- 1910 – Karl Hugo Strunz, německý mineralog († 19. dubna 2006)
- 1921 – Gaston Reiff, belgický olympijský vítěz v běhu na 5000 metrů z roku 1948 († 6. května 1992)
- 1922
  - Richard Hamilton, britský malíř († 13. září 2011)
  - Felix Werder, v Německu narozený australský hudební skladatel († 3. května 2012)
- 1927
  - Jacqueline Roque, druhá manželka Pabla Picassa († 15. října 1986)
  - Emmanuelle Riva, francouzská herečka († 27. ledna 2017)
- 1929
  - Zdzisław Beksiński, polský malíř († 21. února 2005)
  - André Gunder Frank, americký sociolog, ekonom a historik († 13. dubna 2005)
- 1931 – Uri Orlev, polsko-izraelský autor literatury pro děti a mládež  († 25. července 2022)
- 1932 – Michel Legrand, francouzský hudební skladatel, dirigent a klavírista († 26. ledna 2019)
- 1933 – David Newman, americký saxofonista († 20. ledna 2009)
- 1934 – Bettino Craxi, italský sociálnědemokratický politik. († 19. ledna 2000)
- 1935 – Ryhor Baradulin, běloruský publicista, překladatel a básník († 2. března 2014)
- 1939 – Abu Talib, americký kytarista († 8. října 2009)
- 1940
  - Barbara Sadowska, polská básnířka a aktivistka protikomunistické opozice († 1. října 1986)
  - Denis Law, skotský fotbalista, útočník
- 1942
  - Paul Jones, britský zpěvák, harmonikář, herec a moderátor
  - Gayatri Chakravorty Spivak, indická literární kritička a teoretička
- 1943 – Catherine Cesarsky, francouzská astronomka
- 1944
  - David J. Wineland, americký fyzik, Nobelova cena 2012
  - José Luis Lacunza Maestrojuán, panamský kardinál
  - Ivica Račan, předseda chorvatské vlády († 29. dubna 2007)
  - Nicky Hopkins, anglický rockový pianista († 6. září 1994)
- 1945 – Steve Berrios, americký jazzový bubeník († 24. července 2013)
- 1946
  - Grigorij Alexandrovič Margulis, ruský matematik
  - Michael Radford, britský režisér a scenárista
  - Terry Winograd, americký informatik
- 1950
  - Steve McCurry, americký dokumentární fotograf
  - George Thorogood, americký blues-rockový zpěvák a kytarista
- 1951
  - Debra Jo Rupp, americká herečka
  - Laimdota Straujuma, předsedkyně vlády Lotyšska
- 1952 – Bryan Talbot, britský spisovatel a autor komiksů, zakladatel románu v obrazech
- 1954 – Gregory Kunde, americký operní tenorista
- 1955
  - Steve Jobs, americký podnikatel, zakladatel společnosti Apple Computer († 5. října 2011)
  - Alain Prost, francouzský pilot Formule 1
- 1956 – Judith Butlerová, americká feministka, filozofka a teoretička psychoanalýzy
- 1957 – Rafael Gordillo, španělský fotbalista
- 1958 – Plastic Bertrand, vlastním jménem Roger Marie François Jouret, belgický zpěvák a skladatel
- 1961
  - Richard Barnbrook, britský politik, člen Britské národní strany
  - Erna Solbergová, norská předsedkyně vlády
- 1962 – Michelle Shocked, americká folková zpěvačka
- 1965 – Kristin Davisová, americká herečka
- 1971 – Pedro de la Rosa, španělský pilot Formule 1
- 1972 – Chris Fehn, americký bubeník, člen skupiny Slipknot
- 1973 – Alexej Kovaljov, ruský lední hokejista
- 1976
  - Zuzana Belohorcová, slovenská moderátorka
  - Adriana Kučerová, slovenská sopranistka
  - Zach Johnson, americký golfista
- 1977 – Floyd Mayweather, Jr., americký boxer
- 1981
  - Lleyton Hewitt, australský tenista
  - Mauro Rosales, argentinský fotbalista
- 1984 – Brian Dabul, argentinský tenista
- 1985 – Fabian Hertner, švýcarský reprezentant v orientačním běhu
- 1991 – Henrik Ingebrigtsen, norský atlet, běžec
- 1993 – Sabrina Santamariová, americká tenistka
- 1994
  - Jessica Pegulaová, americká tenistka
  - Ilja Ivaška, běloruský tenista
- 1998 – Will Jordan, novozélandský ragbista

## Úmrtí
Automatický abecedně řazený seznam viz Kategorie:Úmrtí 24. února

### Česko

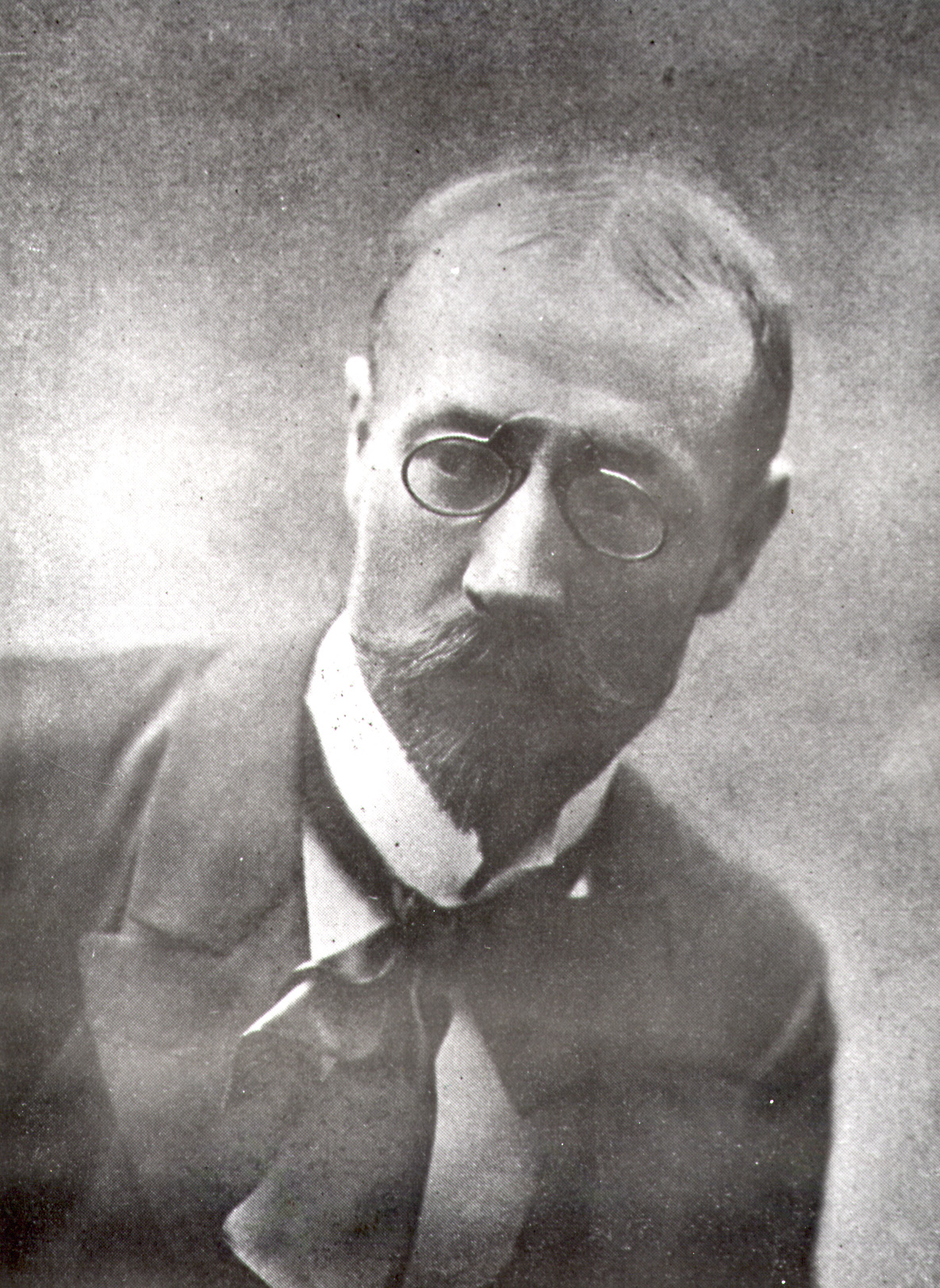
Alois Mrštík († 1925)

- 1575 – Vavřinec Špan ze Španova, český lékař a humanista (* 1530/1531)
- 1612 – Jan Zrinský ze Serynu, český šlechtic (* 1565/1566)
- 1657 – Rudolf Colloredo, šlechtic italského původu (* 2. listopadu 1585)
- 1698 – Jan Křtitel Erna, stavitel a zednický a kamenický mistr italského původu (* kolem r. 1625)
- 1723 – Prokop Lažanský z Bukové, císařský komoří a tajný rada (* 2. května 1771)
- 1801 – František Martin Pelcl, český historik a spisovatel (* 11. listopadu 1734)
- 1852 – Ferdinand Pischelt, český sochař (* 17. ledna 1811)
- 1898 – Antonín Váňa, překladatel z francouzštiny (* 29. června 1868)
- 1900 – Adam Ithamar Marian Koch, evangelický duchovní (* 11. března 1834)
- 1906 – Jan Ludvík Lukes, český operní pěvec (* 22. listopadu 1824)
- 1915 – Eduard von Eltz, rakouský a český politik německé národnosti (* 2. července 1836)
- 1925 – Alois Mrštík, český spisovatel (* 14. října 1861)
- 1934 – Šimon Roháček, československý politik slovenské národnosti (* 10. září 1873)
- 1943 – Antonín Šachl, československý politik (* 11. června 1860)
- 1954 – Josef Jindřich Šechtl, český fotograf (* 9. května 1877)
- 1956 – František Kolenatý, československý fotbalový reprezentant (* 29. ledna 1900)
- 1961 – Antonín Klouda, československý politik (* 6. listopadu 1871)
- 1973 – Erich Srbek, český fotbalista (* 4. června 1908)
- 1979 – Jan Otčenášek, český spisovatel (* 19. listopadu 1924)
- 1981 – Přemysl Coufal, tajně vysvěcený kněz, oběť komunizmu (* 9. ledna 1932)
- 1982 – Miroslav Novák, japanolog, literární teoretik a překladatel (* 17. června 1924)
- 1984 – Otto František Babler, český překladatel, spisovatel, básník, literární historik, knihovník, kulturní publicista a polyglot (* 26. ledna 1901)
- 1989 – Miroslav Skála, český spisovatel (* 6. dubna 1924)
- 1998 – Zbyněk Sekal, sochař, malíř a překladatel (* 12. července 1923)
- 2002 – Stanislav Libenský, český sklářský výtvarník, sochař a pedagog (* 27. března 1921)
- 2003 – Petr Voženílek, český herpetolog a terarista (* 3. května 1943)
- 2009 – Svatopluk Havelka, český hudební skladatel a hudební pedagog (* 2. května 1925)

### Svět

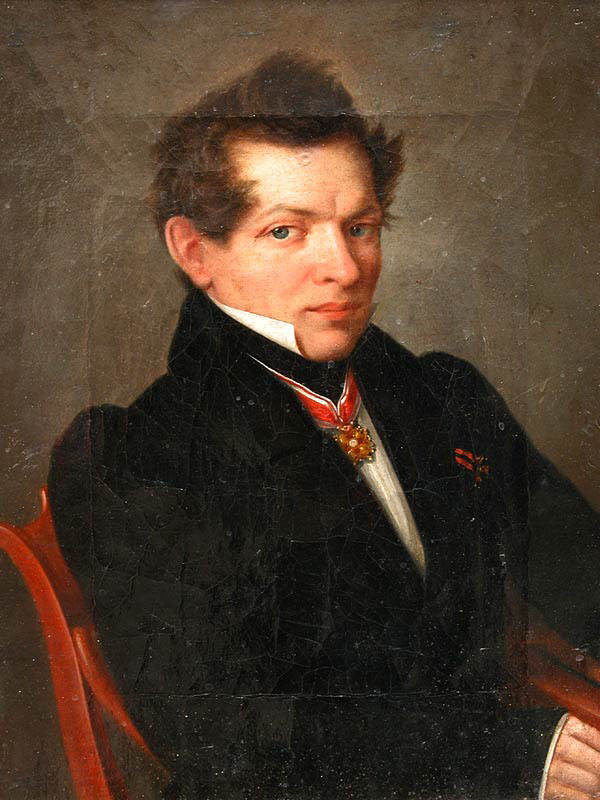
Nikolaj Ivanovič Lobačevskij († 1856)

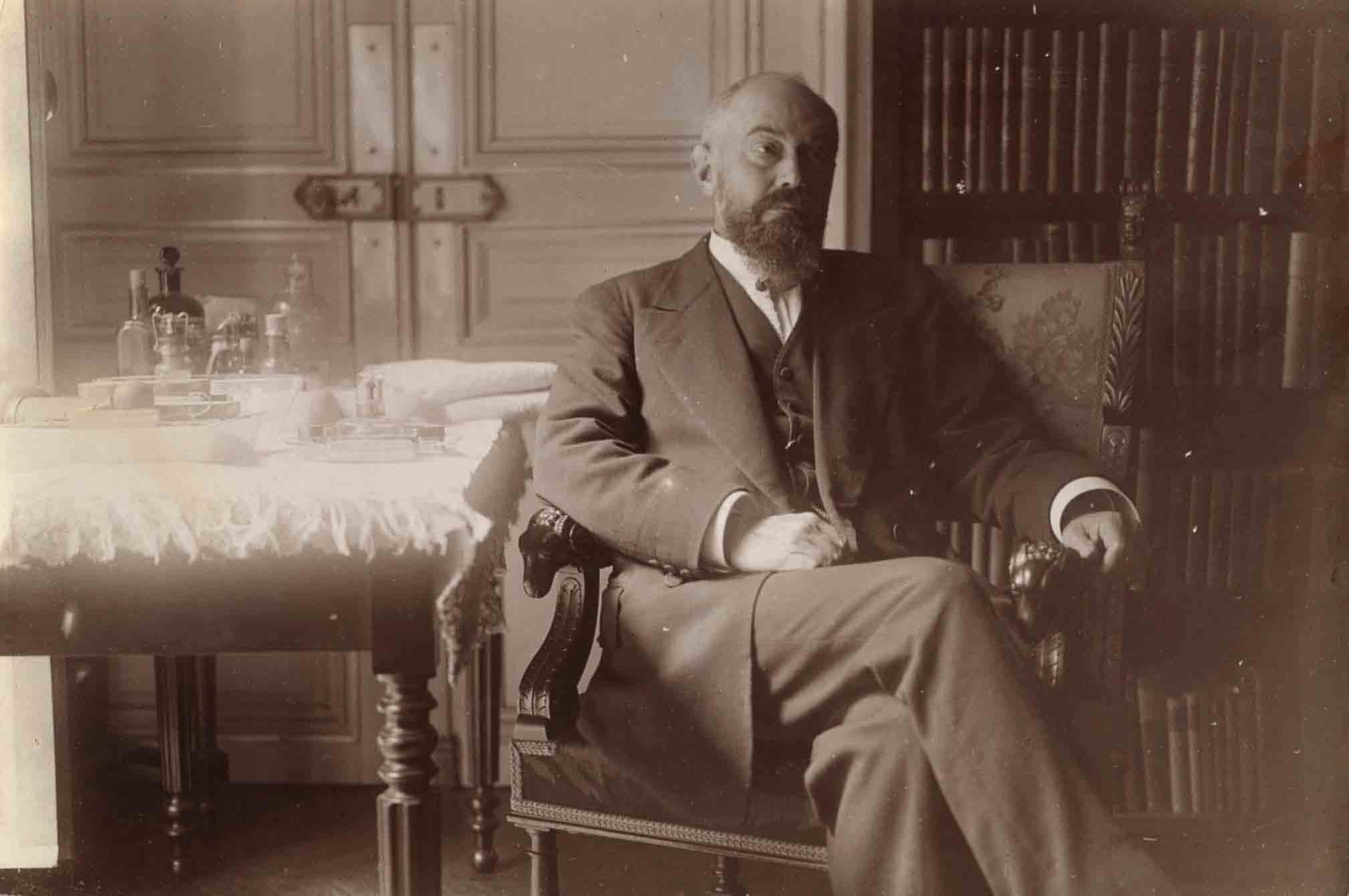
Pierre Janet († 1947)

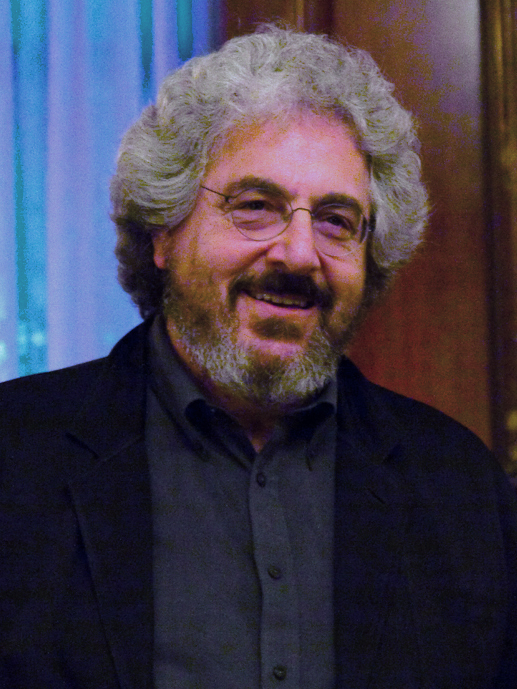
Harold Ramis († 2014)

- 1221 – Alix z Montmorency, manželka Simona IV. z Montfortu (* 1173)
- 1386 – Karel III. Neapolský, král neapolský a uherský, kníže achajský (* 1345)
- 1563 – František de Guise, francouzský voják a politik (* 17. února 1519)
- 1674 – Matthias Weckmann, německý barokní hudební skladatel (* asi 1616)
- 1685 – Isabella Klára Tyrolská, rakouská arcivévodkyně a vévodkyně mantovská (* 12. srpna 1629)
- 1704 – Marc-Antoine Charpentier, francouzský hudební skladatel období baroka (* ? 1643)
- 1777 – Josef I. Portugalský, portugalský král (* 6. června 1714)
- 1785 – Carlo Buonaparte, otec Napoleona Bonaparte (* 29. března 1746)
- 1799 – Georg Christoph Lichtenberg, německý satirik, fyzik, astronom a matematik (* 1. července 1742)
- 1810 – Henry Cavendish, britský fyzik a chemik (* 10. října 1731)
- 1811 – György Bessenyei, maďarský spisovatel, filozof a dramatik (* 1747)
- 1812 – Étienne-Louis Malus, francouzský důstojník, inženýr, matematik a fyzik (* 23. června 1775)
- 1815 – Robert Fulton, americký vynálezce parníku (* 14. listopadu 1765)
- 1829 – Jan Stefani, polský houslista, dirigent a hudební skladatel českého původu (* asi 1746)
- 1856 – Nikolaj Ivanovič Lobačevskij, ruský matematik, zakladatel neeuklidovské geometrie (* 1. prosince 1792)
- 1866 – Bernhard Rudolf Abeken, německý filolog a učitel (* 1. prosince 1780)
- 1872 – Auguste Salzmann, francouzský archeolog, malíř a fotograf (* 14. dubna 1824)
- 1876 – Joseph J. Roberts, liberijský politik amerického původu, první liberijský prezident (* 15. března 1809)
- 1899 – Charles Nuitter, francouzský právník, dramatik a libretista (* 24. dubna 1828)
- 1913 – Seweryn Kniaziołucki, předlitavský státní úředník a politik (* 24. března 1853)
- 1938 – Thomas Gann, irský archeolog (* 13. května 1867)
- 1934 – Friedrich Kollarz, rakouský důstojník a politik (* 5. února 1876)
- 1945 – Ekai Kawaguči, japonský buddhistický mnich, cestovatel (* 26. února 1866)
- 1947 – Pierre Janet, francouzský psycholog (* 30. května 1859)
- 1953
  - August Emil Fieldorf, polský voják a národní hrdina, vůdčí osobnost polského protinacistického odboje (* 20. března 1895)
  - Gerd von Rundstedt, nacistický vojenský velitel (* 12. prosince 1875)
- 1973 – Eugen Rosenstock-Huessy, německo-americký právník, historik a originální filosof dějin (* 6. července 1888)
- 1975 – Nikolaj Bulganin, sovětský politik, ministr obrany a ministerský předseda (* 30. března 1895)
- 1986 – Tommy Douglas, premiér kanadské provincie Saskatchewan (* 20. října 1904)
- 1988 – Memphis Slim, americký bluesový zpěvák a klavírista (* 3. září 1915)
- 1989 – Martin Kusý, slovenský architekt, vysokoškolský pedagog, odborný publicista a zasloužilý umělec (* 14. listopadu 1916)
- 1990 – Sandro Pertini, sedmý prezident italské republiky (* 25. září 1896)
- 1993 – Bobby Moore, anglický fotbalista (* 12. dubna 1941)
- 1994 – Ladislav Mňačko, slovenský spisovatel (* 29. ledna 1919)
- 1995 – Dagmar Šimková, česká politická vězeňkyně komunistického režimu, spisovatelka (* 23. května 1929)
- 1997 – Nils-Olof Franzén, švédský spisovatel (* 23. srpna 1916)
- 2001 – Claude Shannon, americký elektronik a matematik, zvaný „otec teorie informace“ (* 30. dubna 1916)
- 2002 – Leo Ornstein, americký hudební skladatel, klavírista a pedagog (* 2. prosince 1893)
- 2004 – Ziva Kunda, americká profesorka sociální psychologie (* 13. června 1955)
- 2005 – Glanmor Williams, velšský historik (* 5. května 1920)
- 2006 – Vladimír Kašpar, slovenský odbojář, voják, novinář a politik (* 11. srpna 1923)
- 2012 – István Anhalt, maďarsko-kanadský hudební skladatel (* 12. dubna 1919)
- 2013 – Milan Hladký, slovenský architekt a politik (* 7. listopadu 1925)
- 2014 – Harold Ramis, americký scenárista, režisér, producent, herec (* 21. listopadu 1944)
- 2019 – Antoine Gizenga, konžský politik (* 5. října 1925)
- 2020 – Katherine Johnson, americká matematička (* 26. srpna 1918)
- 2022
  - Vitalij Skakun, ukrajinský mariňák a válečný hrdina (* 19. srpna 1996)
  - Ivanka Christovová, bulharská koulařka (* 19. listopadu 1941)
- 2023 – Juraj Jakubisko, slovenský režisér a scenárista (* 30. dubna 1938)

## Svátky

### Česko
- Matěj, Matyáš
- Sergius, Sergej
- Arne, Arno
- Jasmína

### Svět
- Slovensko: Matej
- Estonsko: Národní svátek
- Kuba: Povstání Baire
- Ghana: Den osvobození
- Mexiko: Den vlajky

### Liturgický kalendář
- Sv. Modest

## Pranostiky

### Česko
- Najde-li Matěj led, seká ho hned;
nenajde-li led, dělá ho hned.
- Nenajde-li Matěj led, dělá ho hned;
najde-li led, seká ho hned.
- Svatý Matěj láme vždy led, není-li ho, zmrzne hned.
- Svatý Matěj ledy láme, nemá-li jich, nadělá je.
- Svatý Matěj boří mosty, nebo staví.
- Nenajde-li led Matějova pila, najde Josefova širočina.
- Svatý Matěj zimu tratí, když netratí obohatí.
- Na svatého Matěje každá myší díra se zavěje.
- Na svatého Matěje do závěje naleje.
- Na svatého Matěje pije skřivan z koleje.
- Na svatého Matěje lidské srdce okřeje,
slunce pozře závěje, nad polem si skřivan zapěje.
- Prší-li na svatého Matěje, bude se brzy síti.
- Jaký mráz bude večer a v noci na svatého Matěje,
takový bude za 40 dní napořád.
- Je-li na svatého Matěje mráz malý, je jich po něm 40 malých;
je-li velký, jest 40 velkých, není-li mráz žádný, je jich po něm bezpočtu.
- Matěja – k vesnu náděja.
- Matěja – léta naděja.
- Na svatého Matěje rampouchy – ourodný rok na mouchy.
- Svatý Matěj přidá polínko, svatý Josef dvě a Panna Maria celou náruč.
- Svatý Matěj šel sekat ledy, stavil se v hospodě,
Svatý Josef šel za ním a zůstal tam, Panna Maria je vyhnala oba.
- Svatý Matěj ledy boří a Josef je dělá. (a naopak)

| 24. únor v pražském KlementinuÚdaje jsou platné k 11. 3. 2025. | 24. únor v pražském KlementinuÚdaje jsou platné k 11. 3. 2025. | 24. únor v pražském KlementinuÚdaje jsou platné k 11. 3. 2025. |
| minimum                                                        | denní průměr                                                   | maximum                                                        |
| -------------------------------------------------------------- | -------------------------------------------------------------- | -------------------------------------------------------------- |
| −18,3 °C (1875)                                                | 1,6 °C (od 1961)                                               | 17,9 °C (2008)                                                 |